# Zaamslag
Zaamslag is een dorp in de gemeente Terneuzen, in de Nederlandse provincie Zeeland. Het dorp, in de regio Zeeuws-Vlaanderen, heeft 2.755 inwoners (2023). Tot april 1970 was Zaamslag een zelfstandige gemeente.
In de omgeving staat Zaamslag bekend als "'t Durp", waaraan ook het sportcomplex van de plaatselijke voetbalvereniging zijn naam dankt. Zaamslag wordt ook wel het "Staphorst van Zeeuws-Vlaanderen" genoemd. Het dorp telt vier kerken, waarvan er nog drie in gebruik zijn als gebedshuis, van de christelijke gereformeerde kerk, de PKN en de Nederlandse gereformeerde kerk.
Het dorp vindt zijn oorsprong mogelijk al in de Romeinse tijd, maar het komt voor het eerst voor in 980. Het middeleeuwse Zaamslag ging in 1584-1586 verloren na inundatie. Het huidige dorp is opgezet in 1650 na de hernieuwde droogmaking, maar lag op dezelfde plaats en kent een geometrische opbouw die voor die tijd modern was.
Sinds een gemeentelijke herindeling in 1970 valt Zaamslag onder de gemeente Terneuzen. Dit ging destijds niet zonder slag of stoot, totdat de dreiging kwam dat Zaamslag bij de vroegere gemeente Axel gevoegd zou worden.

## Stropielekkers

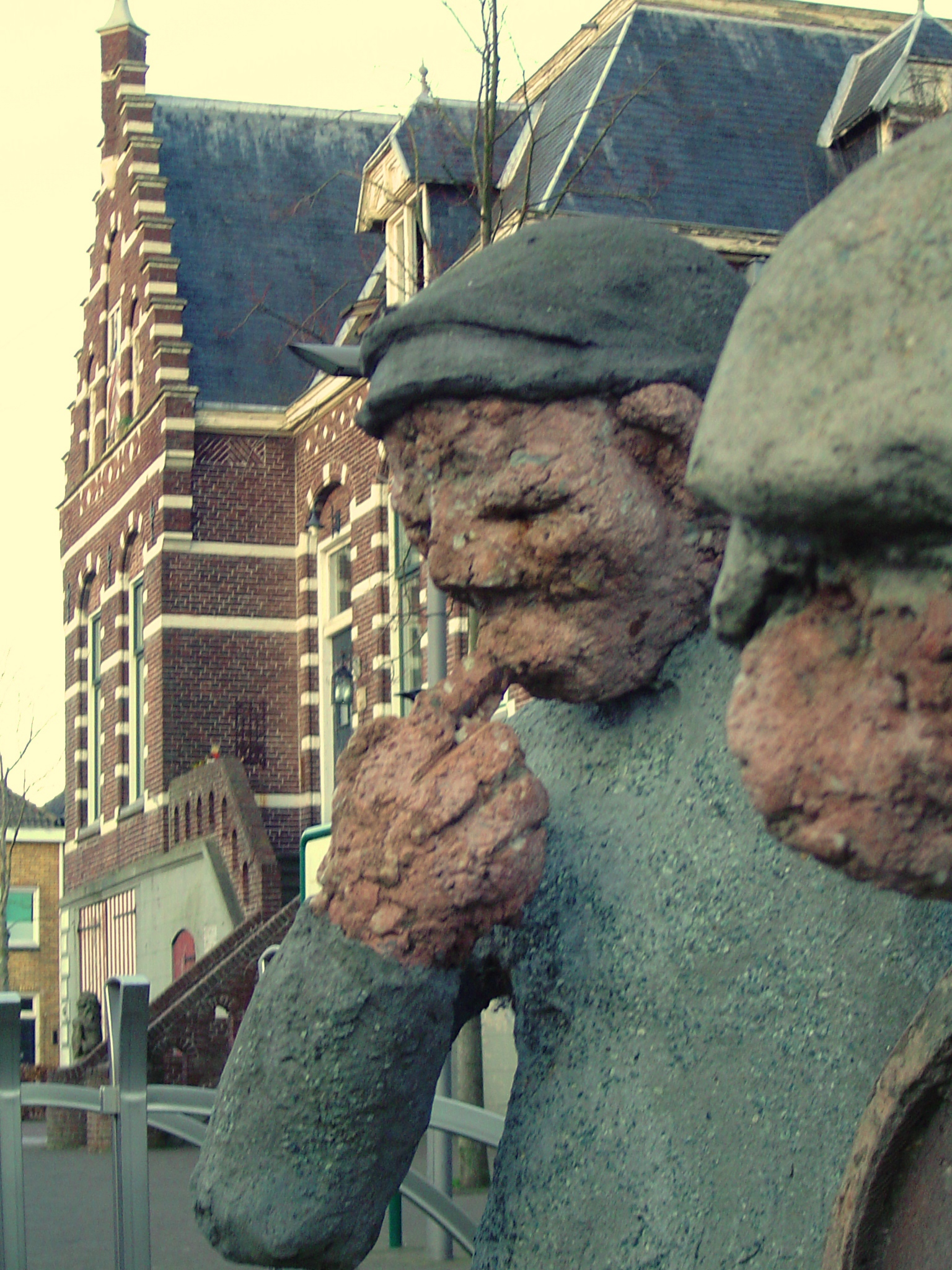
Het beeld van de Stropielekkers met het oude gemeentehuis op de achtergrond

De inwoners worden ook wel "Stropielekkers" genoemd. Vroeger stond op het dorpsplein een vat met stroop waar altijd een paar druppels aan bleven hangen. Volgens het verhaal haalden de inwoners van Zaamslag de druppels er met hun vinger af om die vervolgens af te likken. Volgens een andere lezing van het verhaal over de afkomst van de naam Stropielekkers was er een vat met stroop van een kar gegleden en hadden de duigen het niet gehouden. Gevolg dat de stroop uit het kapotte vat lekte en dorpelingen die ervan hoorden, schoten toe, sommigen met kannetjes en kopjes, anderen om hun vingers in de stroop te steken en het zoete goedje daarvan af te likken.
Sinds juni 2004 staat er voor de PKN-kerk op het plein een standbeeld van een stroopvat met twee 'lekkende' dorpsbewoners.

## Geschiedenis
Veelal wordt de geschiedenis van Zaamslag ingedeeld in twee perioden: het Oude Zaamslag en het Nieuwe Zaamslag. Deze onderverdeling is sterk aangezet, want het huidige dorp zou niet bestaan als het middeleeuwse dorp niet had bestaan. Het is echter voor menig historicus een makkelijke onderverdeling van de dorpsgeschiedenis.
Zaamslag wordt voor het eerst vermeld in 980, in de naam van heer Jan van Saemslach, maar het is waarschijnlijk ouder. De oudste vondsten die gedaan zijn bij Zaamslag zijn Romeinse munten. Het is bekend dat de Romeinen in deze streek waren, Aardenburg is daarvan nog een goed voorbeeld. Er zijn verder geen vondsten gedaan van Romeinse aard. De Romeinse bodemlaag ligt bijna drie meter onder het huidige straatniveau. Ook is er een stuk boom gevonden met een inscriptie erop die doet denken aan het Runenschrift. Verder werd er eens een 'stenen beitel' gevonden. Ook een aanduiding op een kaart uit 1552, waar bij Zaamslag een huis met de naam Koelheim getekend staat, doet ouder vermoeden. De naam Koelheim is namelijk Karolingisch (ca. 9de eeuw).
Tussen het einde van de Romeinse Tijd en de zevende eeuw was het grootste gebied van Zeeuws-Vlaanderen onbewoonbaar gebied; ook het gebied van het huidige Zaamslag was waarschijnlijk niet bewoond. Er zijn tot nog toe geen aanwijzingen van bewoning gevonden die dateren uit die tijd.
Zaamslag werd vroeger in een gebied gezien met Othene en Aendijcke, een dorp dat sinds 1586 niet meer bestaat. In de Middeleeuwen werd Zaamslag bestuurd vanuit Gent (Vlaanderen). Lange tijd was Zaamslag ook een zelfstandige heerlijkheid, met veel rechten. Dit was voornamelijk het geval tussen de 12de en de 15de eeuw.

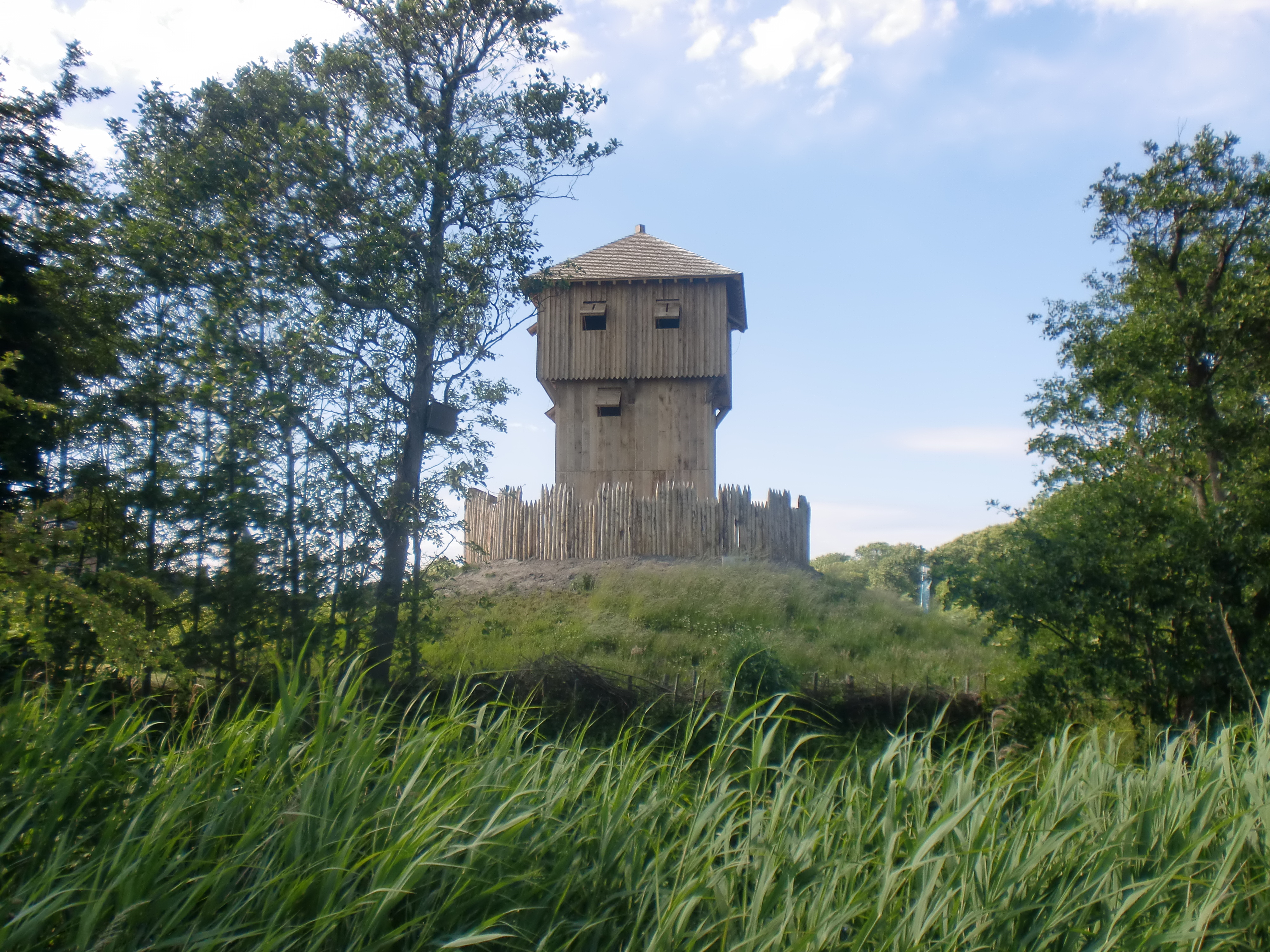
Zoals de eerste fase van de Torenberg van Zaamslag eruitgezien heeft: een mottekasteel. Reconstructie bij Terra Maris.

Sinds de dertiende eeuw kent men Tempeliers in Zaamslag. Dezen bezaten een eindje buiten Zaamslag de Tempel van Zaamslag. Na de Tempeliers, waarvan de orde in 1312 werd opgeheven, waren onder andere de Johannieters de eigenaars. Men weet dat ze door ridder Gerard van Maelstede begiftigd werden met landerijen in 1282, tot opbouw van de Heilige Tempel te Zaamslag. Op de commanderij waren onder andere een kapel en een begraafplaats aanwezig. De commanderij was omringd door een gracht met een houten brug en had zeker een aantal stenen gebouwen. Dit is onder andere overgeleverd door de 19de-eeuwse schoolmeester van Zaamslag Van der Baan, die stelde dat er nog vormen van grachten, fundamenten en palen waarop de brug gelegen had te zien waren. Tijdens vroege opgravingen zouden dan onderaardse gewelven en munten met 'Karel V' gevonden zijn. In 1586 is de commanderij door overstroming verloren gegaan. Tegenwoordig is er eigenlijk niets meer van te zien.
Vlak bij de commanderij lag het hospitaal van Zaamslag. Dit was een omvangrijk complex met kloostervertrekken, een ziekenzaal, versierde ruimtes, etc. Een grote ziekenzaal was er voor de ziekenverzorging, waartoe de Hospitaalridders zich geroepen voelden. Het pand dateerde uit de 13de eeuw, en er zijn in 2009 en in 2010 opgravingen bij verricht.
Het dorp 'Zaemslacht', 'Saemslach', 'Sameslath' of Sameslacht' bestond in de Middeleeuwen waarschijnlijk uit boerderijen, houten huizen en ook enkele stenen huizen met het kasteel De Torenberg (vanaf circa 1100) ernaast. In de kern van het dorp, dat min of meer dezelfde vorm had als het huidige plein, stond de parochiekerk, gewijd aan Sint-Maarten.
Deze kerk was een kruiskerk met achtkantige vieringtoren. Wanneer men ook tegenwoordig naar het Plein rijdt, is het duidelijk te zien (vooral vanaf Terneuzen) dat het Plein hoger gelegen is. Dat is mogelijk een verklaring voor de ligging van het dorp. Toch is het regelmatig door overstromingen getroffen, onder andere in 1404 en 1530. Ook in het naastgelegen Othene bevindt zich een dergelijke verhoging in het landschap.
Tijdens de Tachtigjarige Oorlog kwam Terneuzen (destijds een kleine vesting) in 1583 in handen van de Spanjaarden. Hierdoor kwamen vijandige troepen tegenover elkaar te liggen, met strooptochten als gevolg. Aan de brandstichting van 3 februari 1584 herinnert nog een versje:
"Anno vijftienhondert tagtig en viere
den derde februari dagh
toen zag men Zaamslagh
staan in gloeijende viere
gedaan doort volk van 's Graven holach
dat op de schanse binnen Ter Neuse lach."
Om Axel vrij te houden van de Spanjaarden is het land rondom Zaamslag onder water gezet in 1584-1586. Hierdoor gingen ook de dorpen Othene en Aendijcke ten onder.

### De Torenberg

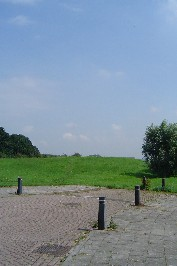
De Torenberg nu

De Torenberg was het kasteel van Zaamslag, daterend van rond 1100. Het kasteelcomplex begon als een houten mottekasteel met op de berg een houten verdedigingstoren en een houten brug over de gracht als verbinding tussen het dorp en de voorburcht. In een latere fase, waarin sprake was van steenbouw, zijn unieke 'dreefmuren' bij het kasteel gebouwd. De resten daarvan zijn bij opgravingen aangetroffen. Het dure geheel was bovendien bekleed met nog duurder materiaal: gekapte ledesteen. Het kasteel heeft door veldslagen tussen de graafschappen Zeeland en Vlaanderen veel geleden, zo ook bijvoorbeeld in 1384-1385, toen de bevolking vermeldde dat er niets meer over was om te eten en het kasteel in een puinhoop was veranderd. De Torenberg was, in tegenstelling tot de verhalen eromheen, geen eigendom van de Tempeliers, maar van de ambachtsheren van Zaamslag.
Het kasteel bezat vermoedelijk een voorburcht met kasteelboerderij en een hoofdburcht. Deze hoofdburcht bestond uit een stenen muur die rond een opgeworpen heuvel lag, de Torenberg. Op deze 'berg' stond de toren van het kasteel.
De Torenberg werd verwoest in de nasleep van de militaire inundaties van 1584-1586, toen in de Tachtigjarige Oorlog het gebied rond Zaamslag onder water werd gezet. Alleen de woontoren bleef staan. Toen Zaamslag weer opnieuw werd ingepolderd, rond 1650, was de toren vermoedelijk zwaar vervallen en eind zeventiende eeuw werd de toren gesloopt. Nu bestaat alleen de kasteelberg, de Torenberg, nog.
Bekende ridders zijn onder andere: Ridder Robert (vermoord in 1325) en heer Jan van Zaamslag (omstreeks 980). Naar hen zijn twee straten in Zaamslag vernoemd.

### De 'Heerlijkheid Zaamslag'
Zaamslag was in de Middeleeuwen een hoge heerlijkheid. Pas in 1518 wordt Zaamslag onder het gezag van het Axeler Ambacht gesteld. Daarvoor was het er wel bij betrokken, maar Zaamslag was eerder niet afhankelijk.
In de Middeleeuwen werd Zaamslag bestuurd door de Ambachtsheren van Zaamslag. De eerste heer van Zaamslag die bekend is, is heer Jan, omstreeks 980. Ook een bekend bestuurder is ridder Robert van Zaamslag, vermoedelijk vermoord in 1325. De heerlijkheid behoorde destijds toe aan Heer Emanuel Prins van Croij en van Salve, ook baron van Maldegem. Dit zou de gelijkenis met het wapen van Maldegem eventueel verklaren. In 1379 werd Zaamslag als huwelijksgeschenk gegeven aan Catharina van Maldegem. Na haar kwam Zaamslag in bezit van Gillis van Zuijlen. Waarschijnlijk was het zijn zoon, Florens, die de titel en wapen van Zaamslag zou hebben aangenomen. Florens overleed in 1444 en zijn zoon, eveneens Florens geheten, volgde zijn vader op. Hij stierf na een veldslag bij Luik. Hij was getrouwd met Johanna van Zaamslag, maar zij overleed zonder kinderen ter wereld gebracht te hebben. Daarom trouwde Florens met Josijne de Milano. Hun dochter, Florence, trouwde met Antonij van Heetvelde, waardoor Zaamslag nu in handen kwam van de familie Van Heetvelde. Hun zoon Aarnout van Heetvelde volgde zijn vader op. Hij stierf kinderloos op 3 april 1559 en werd begraven te Brussel. Hierdoor kwam Zaamslag in handen van zijn zus Anne. Zij was getrouwd met Maximiliaan de Quarré. Hun zoon Anthonie de Quarré volgde Aarnout van Heetvelde op. Hij woonde in Brussel en bleef daar wonen. Maximiliaan de Quarré volgde zijn vader Anthonie op en na hem ging Zaamslag naar zijn zus Barbara. Zij was getrouwd met Philips de Fourneau. Hun zoon Hendrik Christoforus was de laatste rooms-katholieke heer van Zaamslag. Hierna verdween Zaamslag door oorlogshandelingen onder de golven.
In 1646 werd Zaamslag, destijds slechts een stuk verdronken land, verkocht aan Jan Melis, heer van Saeftinghe. Hij verkocht Zaamslag weer, nu aan Gerard van der Nisse, op 19 januari 1647. Hij was Gecommitteerde van de Generaliteit van Den Haag. Zo was het gebied overgegaan naar de Republiek der Zeven Verenigde Nederlanden, waarbij het tot 1794 gebleven is. Van der Nisse was de eerste protestantse heer van Zaamslag. In 1648 ontving hij toestemming tot het herinpolderen van de Zaamslagpolder. Onder zijn bewind werd het dorp weer herbouwd.

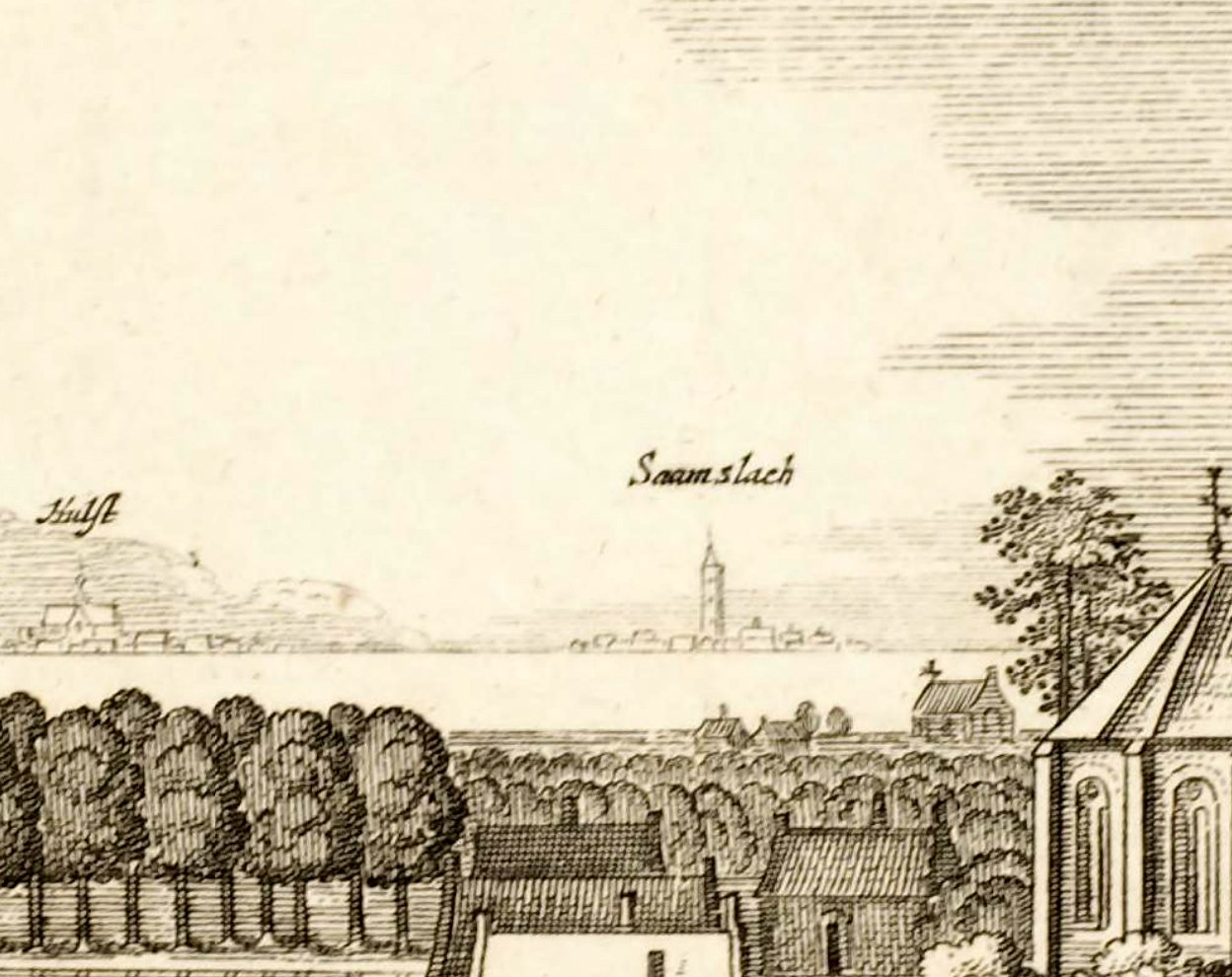
Zaamslag omstreeks 1660, met de Torenberg.

Nadat er door vele verervingen een einde komt aan het bewind van de Van Heetveldes, kwam Zaamslag toe aan Johanette Margarete Huijssen. Zij stierf in 1724. Alexander Johan Hieronimus Huijssen volgde haar op.
In 1794 brak een moeilijke tijd aan voor de heren van Zaamslag. Hun bewind werd door de Franse bezetters niet aanvaard. Dat ging zo door tot 1813, toen de Franse bezetting werd beëindigd. Koning van het Koninkrijk der Nederlanden, Willem I liet de rechten weer herstellen, maar de invloed van de ambachtsheren was sterk afgenomen. Tijdens de Franse tijd waren de instituties van het ancien régime in de Nederlanden betekenisloos geworden .
In de periode 1864 tot 1867 werden de eigendommen verkocht. Sindsdien is er geen Heer van Zaamslag meer. Het archief werd geschonken aan de provincie Zeeland.

### Het Nieuwe Zaamslag

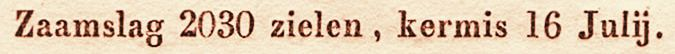
Zaamslag in de Zeeuwsche volksalmanak van 1839.

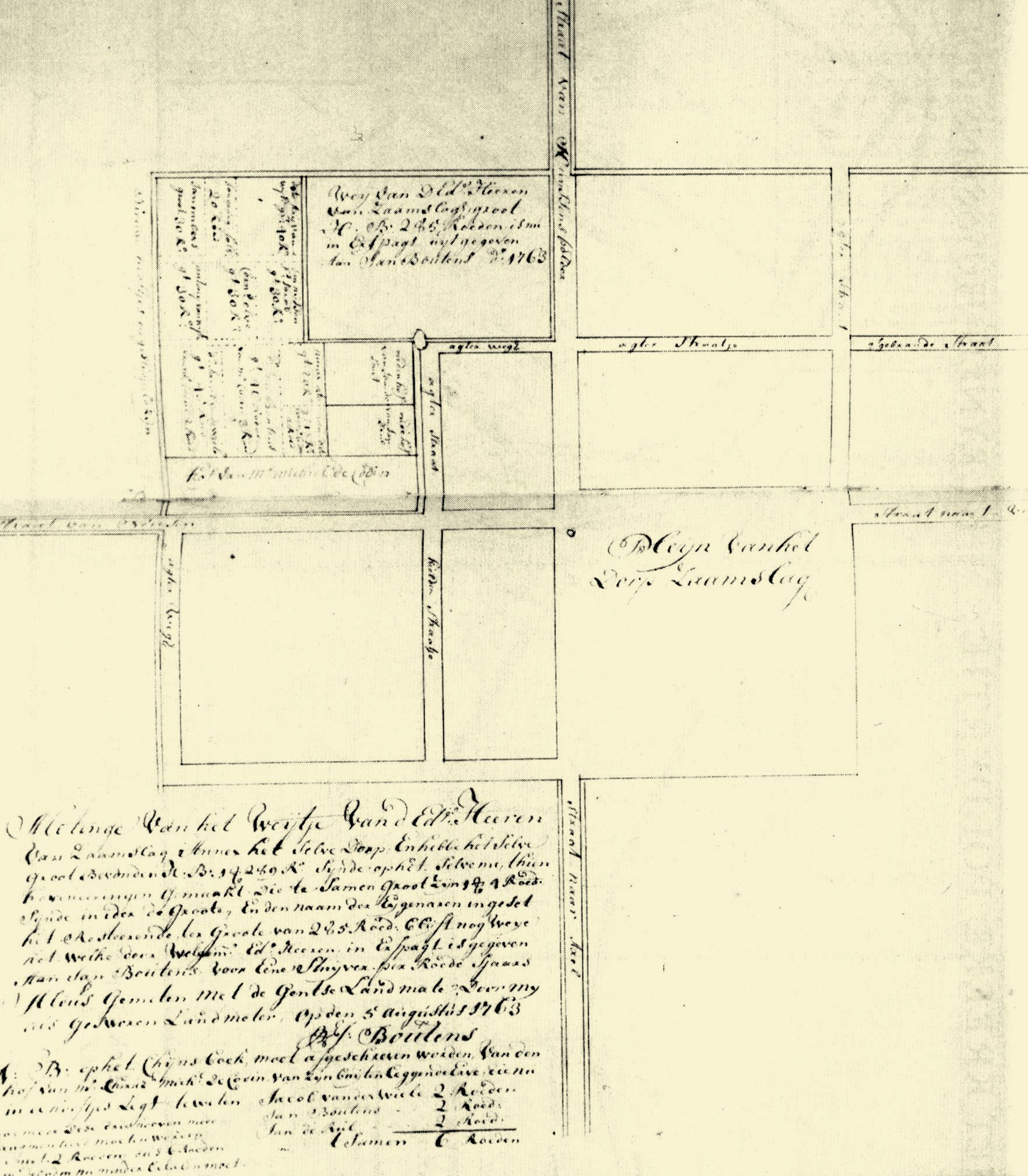
Zaamslag in 1776

Toen in 1648 de Vrede van Münster werd getekend, was er minder kans dat de polders weer onder water gezet zouden worden. Daarom verleenden de Staten van Zeeland op 12 december 1648 octrooi voor het inpolderen van Zaamslag aan Gerard van der Nisse, heer van Zaamslag. Op de plaats van het oude dorp verrees weer een nieuwe dorpskern, met een nieuwe kerk in het midden. Van het oude dorp was niets meer over, behalve de hoofdtoren van het kasteel Torenberg. Er zijn nog enkele gebouwen aan het Plein die nog uit die tijd dateren. Othene kon zich herstellen tot een gehucht, maar Aendijcke kwam niet meer terug.
Het dorp werd aangelegd volgens een typisch Renaissanceidee. De planning was opgedeeld in rechthoekige blokken en rechte straten, wat overeenkomt met de planning van de ideale stad van Simon Stevin. Het is nog steeds te zien aan het huidige dorp: het Plein is vierkant, en de straten Terneuzensestraat, Axelsestraat, Veerstraat, Rozemarijnstraat, Polderstraat en Noordstraat liggen daar evenwijdig aan. Het is vrij zeldzaam dat een heel dorp in een bepaald ideaalbeeld uit een geschiedkundige periode is aangelegd.
De eerste oogst was in 1651. In 1666 voltrok zich een ramp: tussen 13 oktober en 22 december stierven 31 mensen aan de pest.
In 1692 werd er toestemming verleend voor het indijken van de Grote Huijssenspolder aan Jonkheer Johan Hieronimus Huijssen, heer van Zaamslag en Aendijcke.
In 1697 werd de toren van de Torenberg gesloopt.

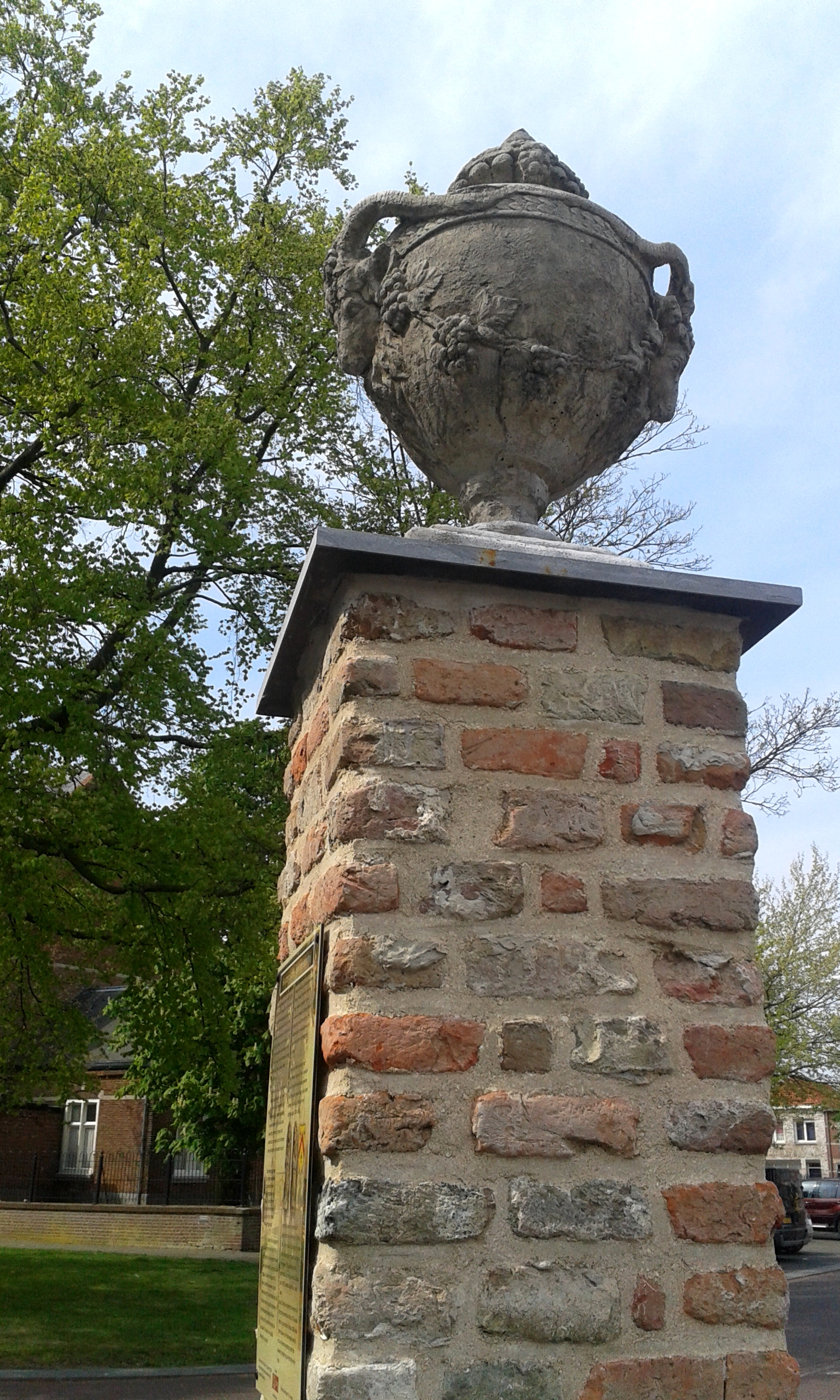
Een van de twee herbouwde zuilen (2014) in kloostermoppen van de historische boerderij Torenhoeve te Zaamslag. De originele zuilen werden gebouwd in de tweede helft van de 17de eeuw.

Omstreeks 1714 werd Zaamslag getroffen door een felle brand. Een beschrijving uit die tijd: "dewijl door de Goddelijcke voorsienigheijd op Saemslach ontstaan is een seer swaere brant, waardoor 16 huijsen en eenighe schuijrtiens in de assche geraakt sijn en eenighe van de geruïneerde menschen hebben ter verghaderinghe van de Eerw. Kerkeraad binne gestaen op de 15 julius nadat het Coll.al gesloote was en versogt de behulpsaeme hant van dese eerw. vergaderingh waarop doen geresolveert wierde de Ed. Aghtb. Magistraat van Axel door ons begroeten, en haer agtbaren te versoecken dat we soudenmooghen collecteren in ons lant." Deze collecte is gehouden en het geld is verdeeld tussen de gedupeerden.
Het dorp groeide de volgende eeuwen vrij gestaag, en rond 1900 was het niet veel groter dan in de 18de eeuw. Men vermoedt dat de Kiezelstraat en de Rozemarijnstraat in de 18e eeuw gevormd zijn.
Zaamslag had een kermis, in de zomermaanden, die later werd afgeschaft. Zaamslagveer, een gehucht ten oosten van Zaamslag, was lang de plek waar het overzetveer Zaamslag – Stoppeldijk aanlegde. Het Hellegat, de waterpassage bij Zaamslagveer, is in 1926 drooggelegd. In 1758 werd er een butskop gevangen, dat 'het monster van het Hellegat' genoemd werd. Nadat het in de Zaamslagse kerk had gelegen en zelfs nog een tijdje buiten, is het geraamte nu in het Schelpenmuseum te bezichtigen.
Eind 19e eeuw was de 17e-eeuwse dorpskerk vervallen. De dakruiter was vervangen door een toren die voor de kerk was gebouwd. Toen werd de oude (en ook te kleine) kerk afgebroken en rond 1899 werd er aan de nieuwe kerk gewerkt, de huidige PKN-kerk. Dit is zeker al het derde kerkgebouw op deze plek. Nu zijn er vier kerken op het dorp, waarvan er drie nog gebruikt worden, te weten: de PKN-kerk (een fusie van de oude Nederlandse Hervormde Kerk en de Gereformeerde Kerk), de Christelijke Gereformeerde Kerk, en de Nederlandse Gereformeerde kerk.
In 1913 werden de jaarmarkt en de Zaamslagse kermis afgeschaft. De laatste keren waren er ongeregeldheden opgetreden. In hetzelfde jaar werd een telefoonpost opgericht in het dorp, daarvoor werd gewerkt met morsecodes. De belangstelling voor het 'praatmachien' was groot.
Toen de Eerste Wereldoorlog uitbrak, had dat ook gevolgen voor het dorp en de omgeving. Dorpsgenoten en kennissen werden gemobiliseerd en over de grens kon men de kanonnen horen bulderen. Later in 1914 werd het dorp overspoeld door Belgische vluchtelingen, die er een veilig heenkomen zochten. Een zekere schaarste was het gevolg van deze 'overbevolking'. Het jaar erop stokte de stroom vluchtelingen, als gevolg van de aanleg door de Duitse bezetter in België van Den elektrieken draad, een draadversperring die onder hoogspanning stond.

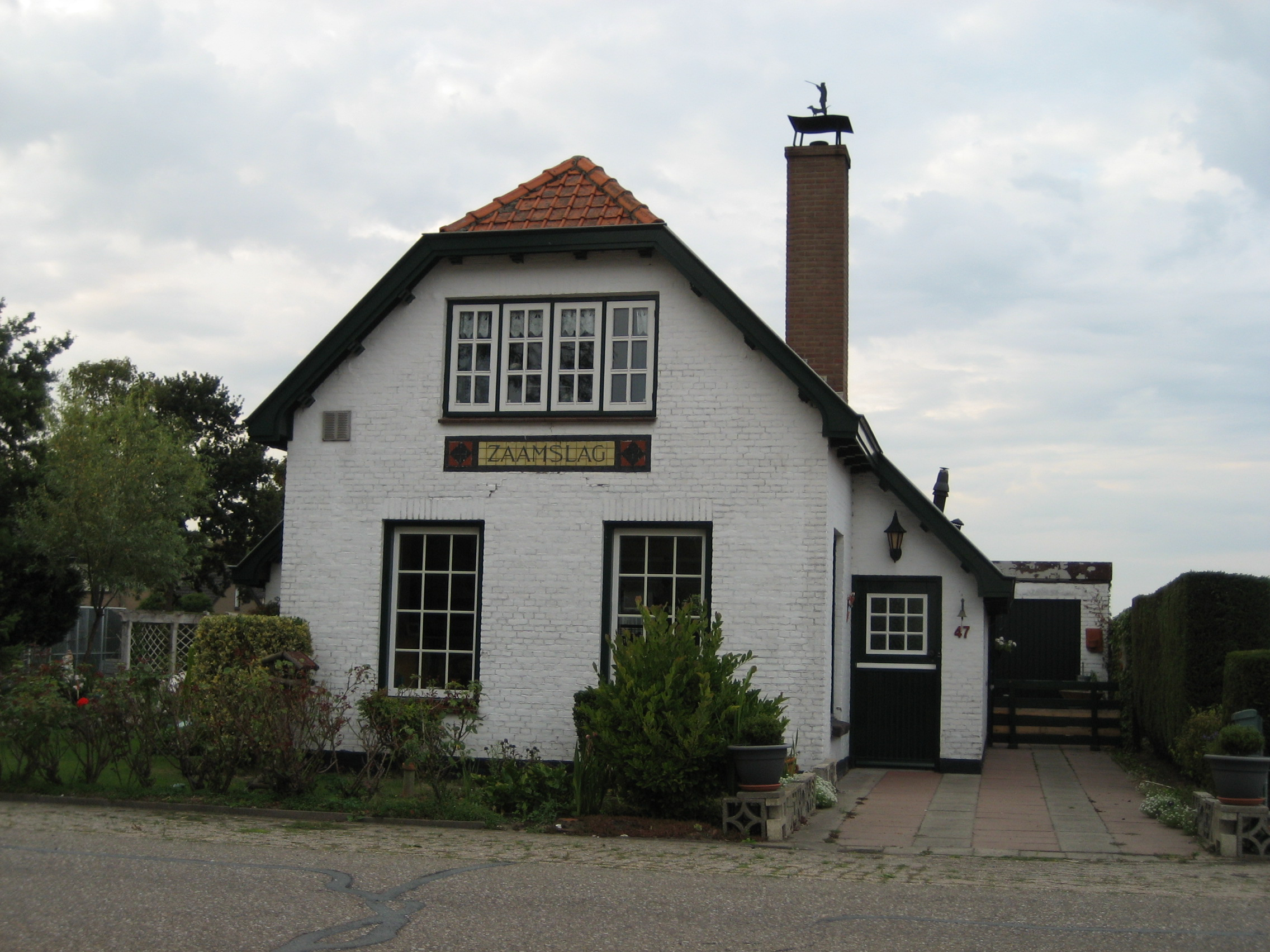
Voormalig tramstation Zaamslag van de ZVTM.

Vanaf 1916 had Zaamslag tramverbindingen van de van de Zeeuwsch-Vlaamsche Tramweg-Maatschappij (ZVTM) in de richtingen Terneuzen (tramlijn Philippine - Zaamslag), Drieschouwen en Kloosterzande (tramlijn Drieschouwen - Kloosterzande). In 1926 kwam er nog een lijn bij voor uitsluitend goederenvervoer naar de Grote Huissenspolder (tramlijn Zaamslag - Grote Huissenspolder).
Iets ten oosten van Zaamslag lag het tramemplacement waar de lijnen samenkwamen. Vanaf 1 augustus 1948 werd het reizigersvervoer gestaakt, in september 1949 werd ook het goederenvervoer stilgelegd en werden de sporen opgebroken. Het tramstation tegenover de begraafplaats aan de Veerstraat, met daarop een tegeltableau 'Zaamslag', herinnert nog aan de tramgeschiedenis.
Er was een halte aan Plein Noord. Later was het ter hoogte van herberg 'De Vlasbloem', het huidige café Plein 23. Als aandenken van de oprichting van de ZVTM werd een tweetal foto's gemaakt in de tramremise met de toenmalige eerste werkploeg.
Het op Zeeland gerichte Zaamslag heeft in 1919 protesten gekend tegen de annexatieplannen die België voor ogen had, gezien de Nederlandse houding tijdens de Eerste Wereldoorlog, maar die uiteindelijk niet doorgingen.
Zaamslag werd op 19 september 1944 door Poolse troepen bevrijd. Het Monument Poolse Brug herinnert hier nog aan.
Veel bekijks was er in 1961, toen een dorpsfilm werd opgenomen. Veel nieuwsgierigen zijn op de film vastgelegd. De kinderen hebben voor die gelegenheid spelletjes op hun schoolplein gedaan en de gemeenteraad tekende voor de camera op straat de plannen uit.
In 1965 waren er plannen om de gemeente Zaamslag af te schaffen en met Terneuzen of Axel samen te voegen. Dit mondde uit in grote protesten; de dorpelingen trotseerden de koude om hun stem te laten horen. Het mocht echter niet baten. De gemeente heeft toen van de gemeentekas onder andere het Zaamslagse zwembad gebouwd, dat werd geopend door burgemeester Jan de Pree.

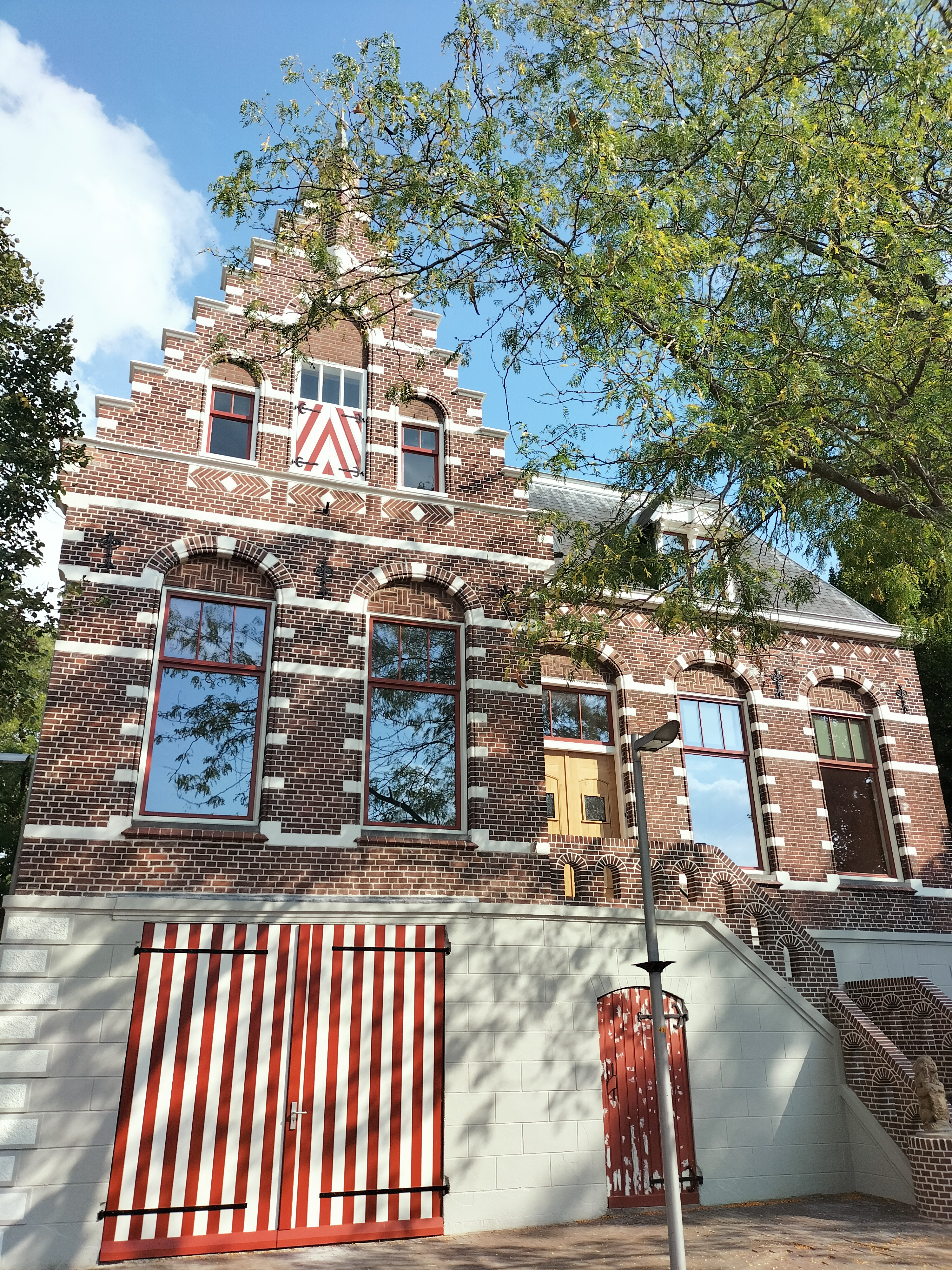
Voormalig gemeentehuis (1904).

In 1970 werd de gemeente Zaamslag onder luid protest opgeheven. Deze gemeente bestond vanaf de Franse tijd. Het oude gemeentehuis staat nog midden in het dorp. Daarvoor was een gebouw uit 1788 in gebruik als gemeentehuis, aan het Plein-Zuid.
In 2009 werd een nieuwe dorpsfilm opgenomen met verhalen van en over dorpelingen. In 2010 zijn deze filmpjes uitgebracht op dvd, met groot succes.

## Hoog bezoek
Zaamslag mocht meermaals hoge of koninklijke gasten ontvangen.
- Prins Maurits nam de versterkingen van Zaamslag in rond 1585.
- Op 28 juli 1785 was er voor de inwoners van Zaamslag een teleurstelling: wederom verwachtten ze hooggeplaatst bezoek. Stadhouder Willem V zou vanaf zijn landhuis Hof te Zande in Kloosterzande via Zaamslagveer en Zaamslag naar Axel gaan. De heren De Jonge, Paulus en Schovel stonden hem namens het Axelse magistraat op te wachten aan de dijk. Men had ondertussen al het dorp Zaamslag in gereedheid gebracht om de doortocht van de stadhouder feestelijk te laten verlopen. Het ging echter anders: de Prins ging direct vanaf Zaamslagveer langs de Oude Zeedijk en de Beoostenblijpolder naar Axel, en deed dus Zaamslag niet aan.
- Op 29 september 1811 bezocht Napoleon Bonaparte de kustbatterij (een soort fort) bij Zaamslag. De batterij lag bij de Griete. Napoleon was op doorreis van Antwerpen naar Vlissingen. De keizer liet merken zeer tevreden te zijn met de tot stand gebrachte werken en noemde het 'De Romeinen waardig'.
- In het jaar 1921 bezocht koningin Wilhelmina met prinses Juliana de boerderij van de familie De Kraker te Zaamslag. De heer De Kraker had zich hard gemaakt tegen de Belgische annexatie van Zeeuws-Vlaanderen in 1919. Uit belangstelling voor de man heeft het koninklijk gezelschap toen dit bezoek gebracht. Sindsdien heet de hoeve 'De Julianahoeve'.
- In 1923 bezocht prinses Juliana Zaamslag. Ze hulde zich hiervoor in de Axelse klederdracht en begaf zich zo onder de mensen. Er zijn toen verschillende foto's gemaakt, die aan dit bezoek herinneren.
- Op woensdag 14 maart 1945 kwam koningin Wilhelmina weer in Zaamslag, tijdens haar Tiendaagse Tocht door het reeds bevrijde zuiden van het land. Het dorp was versierd en de mensen van het dorp onthaalden haar met vlaggetjes. Ze kwam aan via de Terneuzensestraat en stopte naast het gemeentehuis. Voor het gemeentehuis wachtten burgemeester Van Hoeve, enkele verzetsstrijders en nabestaanden van slachtoffers haar daar op. Ze ging daarna het gemeentehuis in voor een gesprek met de gemeenteraad, wat vrij lang duurde. Daarna zwaaide ze de mensen vanaf het bordes toe. Ze vertrok door de Axelsestraat naar Axel.

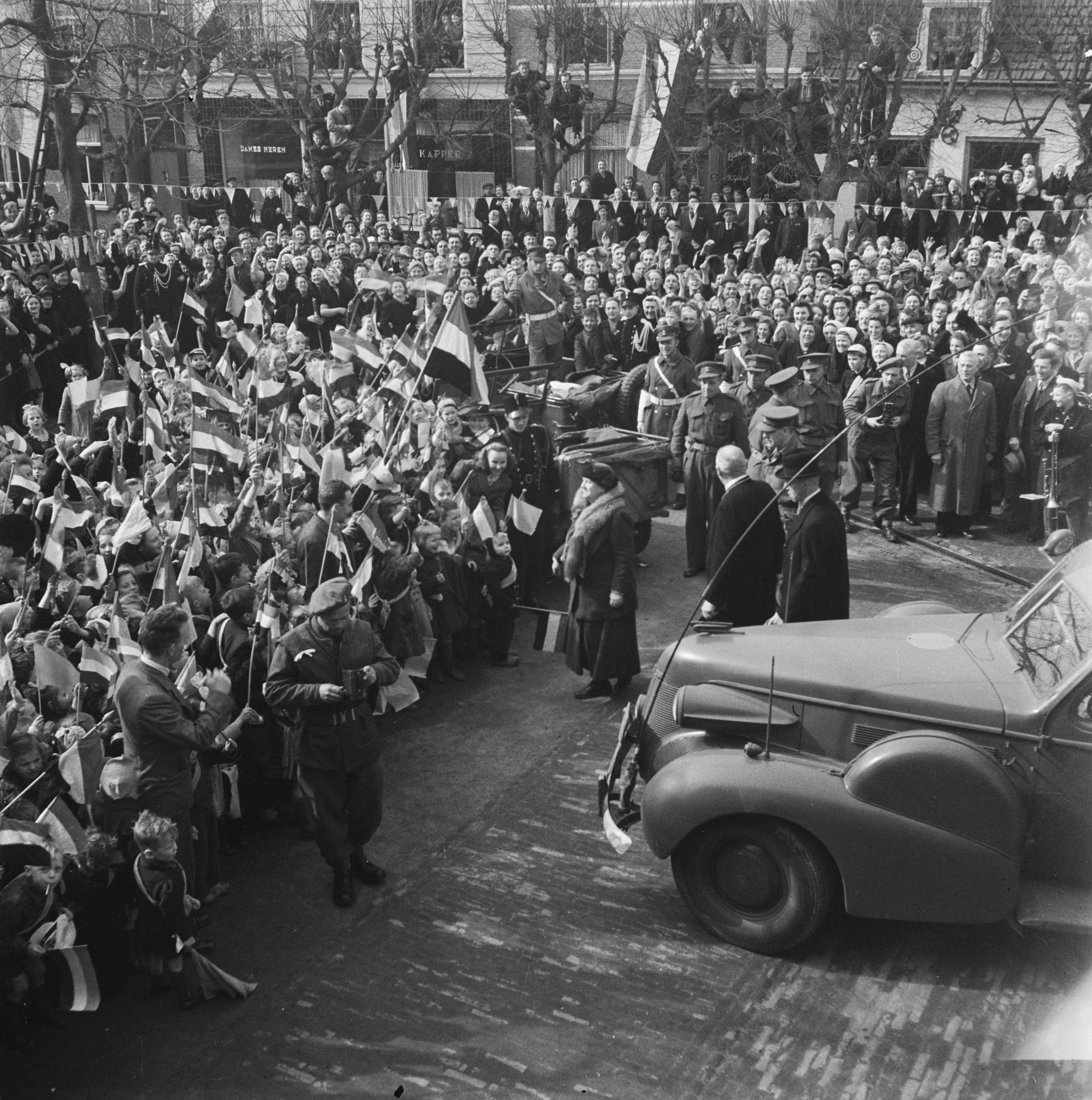
koningin Wilhelmina bij haar bezoek aan Zaamslag op 14 maart 1945.

- Het laatste koninklijke bezoek aan Zaamslag had plaats op 30 mei 1945, toen Prinses Juliana het dorp bezocht. Hiervan bestaat nog een aantal foto's, waar ze poseert voor de gevel van het huis van de familie de Feijter in de Terneuzensestraat, 'Villa Maria' genaamd. Dit huis is naderhand afgebroken. Juliana werd vergezeld door een hofdame en de commissaris van de Koningin, jhr. Van Ufford.

## De omvang van Zaamslag
Het dorp Zaamslag verschilde door de tijden heen van grootte. Het Plein is er altijd geweest, en vormt de bakermat van het dorp. Het Plein ligt hoger dan de rest van het dorp, op een verhoging in natuurlijk reliëf. De straten daaromheen zijn in de tijd anders geweest.
In de Middeleeuwen was Zaamslag een vrij fors dorp, zo is op te maken uit de verschillende vondsten die in en rond het dorp gedaan zijn. Het Plein was het centrum, maar daarom lagen een aantal andere straatjes en huizenrijen. Onlangs werden er resten van bewoning gevonden bij de aanleg van de rondweg om Zaamslag. Deze plek ligt enkele honderden meters buiten het huidige dorp. Dit kan een boerderij geweest zijn, dat is niet geheel bekend. Aan de andere kant van het dorp, waar vanaf 2007 aan een nieuwe wijk gewerkt wordt, aan Zaamslag-Zuidwest, stonden ook enkele huizen. Hoeveel huizen en bouwsels er stonden, is niet bekend. Dit kan variëren van enkele eenvoudige huizen tot een bescheiden wijkje. Deze plaats ligt ongeveer een kilometer van het Plein af. In het westen, enkele honderden meters van het dorp af, lag het geestelijke complex van het dorp. Dit bestond uit een commanderij van de geestelijke ridderorde der Tempelieren (Commanderij van Zaamslag) en een hospitaal, het hospitaal van Zaamslag. Deze omvang werd pas in de afgelopen eeuw weer bereikt.
Op een kaart uit 1569 is Zaamslag te zien met het Plein, de Veerstraat, de Terneuzensestraat en de Axelsestraat. Daar waar ook resten van oude bewoning zijn gevonden, zoals aan de rondweg, staat op die tekening geen bewoning aangegeven.
Zaamslag heeft onder andere veel geleden onder overstromingen, een van de grootste was in 1530. De zusters van het hospitaal moesten er zelfs het dorp voor ontvluchten. Misschien was dit de reden dat veel bewoning verdwenen is. Oorlogen en overstromingen hebben hun uitwerking hier niet gemist. Vele veldslagen, zoals in 1384, vernietigden delen van het dorp.
Na de herstichting van het dorp in 1650 bestond het dorp tot ongeveer 1900 bijna alleen uit het Plein, waar sinds de 18de en 19de eeuw de Rozemarijnstraat, Polderstraat en Axelsestraat aan toegevoegd werden. Ten tijde van de Eerste Wereldoorlog werd er in de Axelsestraat een nieuw aantal huizenblokken gebouwd. In de jaren 1930 groeide het dorp ook flink. Pas na de Tweede Wereldoorlog werden er wat grotere nieuwe wijken gebouwd, die dus blijkbaar toen de oude dorpsgrenzen uit de Middeleeuwen begonnen te raken.

## Zaamslag en molens
Zaamslag heeft in de loop van de tijd veel molens gehad. De oudst bekende stamt uit het jaar 1239, behorende tot de Bijloke van Gent. De molen van Zaamslag stond op 't Sand. Een brief van 23 december 1575 vertelt: "hoe Lauwreijs de Keijsere heeft overgelaten een muelene staend op 't sand Tsaemslach." Hij liet de molen over aan "Een goet en inwoondere van Saemslach".
Maar er waren meerdere molens in de omgeving van Zaamslag. Een aantal pachters zijn bekend in 1577: Andries Sack van de molen op 't Sand, aulthier Burghgrave op de nieuwe molen van Bijloke, op de Schreijdijck Aernt Eetvelde. De molen van Zaamslag heeft aan de zuidkant van het dorp gestaan en bij rioleringswerkzaamheden en bouwwerkzaamheden achter de Puntstraat zijn in de jaren zestig zijn hier de resten van gevonden. De molens gingen verloren door de inundatie van Zaamslag en omliggende polders in 1586.
Na de inpoldering van Zaamslag in 1650 werd een nieuwe molen gebouwd in de buurt van de huidige Axelsestraat. Eerste molenaar was Steven Goossen.
In de Polderstraat werd in 1803 een houten standerdmolen gebouwd, dat stond ook vermeld op een teerling: C. Geelhoedt 1803. Nadat de molen verschillende malen van eigenaren was gewisseld werd hij rond 1932 gesloopt.
Tegenover de oude molen in de Axelsestraat liet A. Koole in 1864 een nieuwe molen bouwen, een stenen beltmolen. Deze molen werd gesloopt in 1918. De oude molen er tegenover verdween al in 1903, nadat de wieken eraf gewaaid waren en er daardoor veel schade was.
In de Terneuzensestraat heeft ook een molen gestaan, de Zonnebloem, gebouwd in 1855. In 1922 brandde deze molen af. Ook deze molen werd gesloopt.
Nu kent het straatbeeld van Zaamslag geen molens meer. Namen als 'Molenstraat', 'Molenweg' en 'Molenhof' herinneren nog aan de dorpsmolens.

## De ondergrondse tunnels

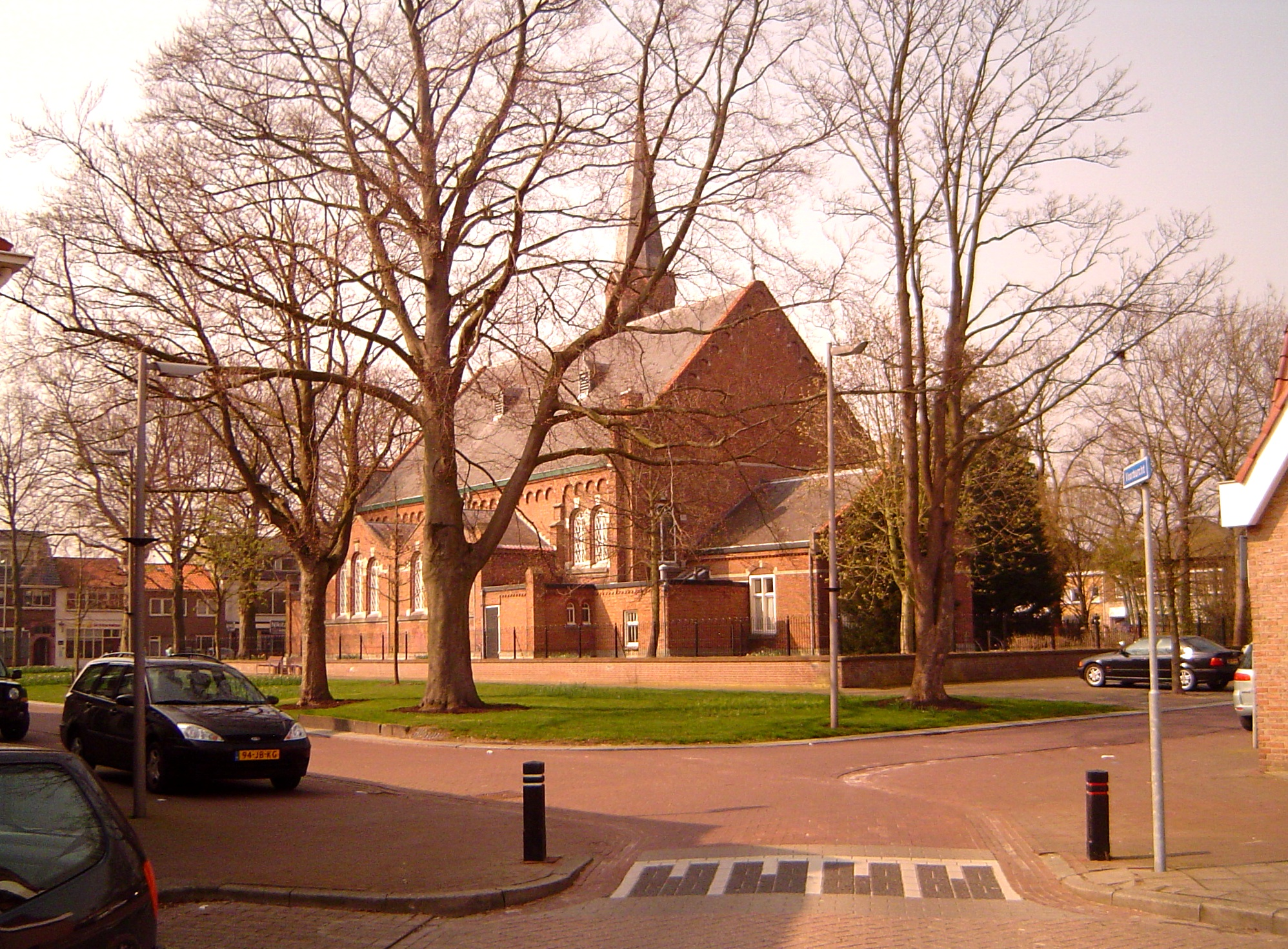
Zicht op het dorpsplein van Zaamslag.

In Zaamslag leeft al generaties lang het idee dat onder de grond geheime gangen lopen. Deze zouden naar de Torenberg geleid hebben. Zo werd lang gedacht dat er vanuit de kelder van het huidige PKN-kerkgebouw een tunnel liep naar de Torenbergheuvel.
Over deze tunnels is niets gevonden. Waarschijnlijk zijn ze gewoon oud volks(bij)geloof. Vele plaatsen hebben verhalen over tunnels onder de grond, zoals Axel. Bovendien zou een tunnel niet goed gewerkt hebben in de vochtige kleigrond onder Zaamslag (de gang zou constant leeggepompt moeten worden), en de afstand van de Torenbergheuvel naar het Plein is veel te groot voor een middeleeuwse vluchtgang. Tot slot was baksteen te duur om "onder de grond te steken".
Zaamslag had lang een cultuur van volksverhalen. In vele verhalen spelen zich merkwaardige zaken af in en rond Zaamslag. Oude plaatsen als het terrein van de Commanderij van Zaamslag waren een voedingsbodem voor dergelijke verhalen. Over de betrouwbaarheid van enkele verhalen is wel te twijfelen...

## Wapen en vlag
De oorsprong noch de uitbeelding van het wapen van Zaamslag zijn duidelijk. Het oude middeleeuwse wapen, van de Ambachtsheerlijkheid Zaamslag, was heel anders dan het voormalige gemeentewapen. Dat oude wapen was ingedeeld in vier delen door een geel kruis en in ieder vak vier vogels.
De vlag bevat in een wit veld drie horizontale zwarte banen als verwijzing naar de drie onduidelijke figuren in het wapen. Hieraan zijn de kleuren van de Nederlandse vlag toegevoegd. De vlag werd op 24 mei 1962 ingesteld door de toenmalige gemeenteraad. De vlag is mogelijkerwijs een vervolg op de oude vlag van het ambacht.

## Blauwe schuren
In Zeeland zijn de meeste oude boerenschuren zwart geteerd, en zijn de randen vaak voorzien van een witte lijn. Dit was voor de sier en voor herkenning. Het bijzondere feit doet zich voor dat in Zeeland verschillende kleuren voorkomen op de schuren: het zwart, meekraprood, geel (vooral op Walcheren) en blauw. De blauwe schuren komen alleen bij Zaamslag voor. Waar de kleur blauw vandaan komt, is niet bekend. Het heeft mogelijk te maken met een aloude traditie.
Hier en daar rondom Zaamslag treft men de blauwe schuren nog aan. De bekendste liggen vlak bij Othene, een rij van drie boerderijen met blauwe schuren.

## Musea
Er zijn twee musea in Zaamslag:
- het Schelpenmuseum
- het Minoxmuseum

Er zijn ook veel bijzondere particuliere collecties en verzamelingen in en rond Zaamslag.

## Kerken
Het nieuwe Zaamslag kreeg een voornamelijk protestantse bevolking. Er bevinden en bevonden zich een groot aantal kerkgebouwen, van hervormden en gereformeerden en van meer bevindelijke kerkgenootschappen. Het betreft:
- Protestantse kerk, als hervormde kerk gebouwd in 1658 en vernieuwd in 1877/1878 en 1898/1899.
- Gereformeerde kerk, van 1911, buiten gebruik 2006.
- Christelijke Gereformeerde kerk, van 1884.
- Nederlandse Gereformeerde kerk, van 1951.
- Afgescheiden kerk, van 1851, vervangen door de Christelijke Gereformeerde kerk in 1884.

## Natuur en landschap
Zaamslag ligt in een zeekleilandschap op een hoogte van ongeveer 1 meter. In de omgeving wordt voornamelijk akkerbouw bedreven. Ten zuiden van Zaamslag liggen enkele kreken, waaronder uitlopers van de Otheensche Kreek (Gat van Pinte, Grote Dulper en Kleine Dulper). Ook in het noorden liggen enkele kreekrestanten (De Hondt). Verder noordelijk bevindt zich de Westerschelde met de vaargeul het Gat van Ossenisse en de Platen van Hulst, een buitendijks natuurgebied.

## Trivia
- Er zijn twee VOC-schepen naar Zaamslag genoemd. De eerste 'Zaamslag' voer uit in 1687 en de tweede Zaamslag voer uit in 1742. Ze werden beide opgelegd in Batavia, Nederlands-Indië;
- Zaamslag kreeg in 1557 de strijdkreet 'A la bone foey Saemsclacht!' toegeschreven;
- In 1483 had Zaamslag een rederijkerskamer;
- Volgens de verhalen kon "De Torenberg", een kasteel dat in vroeger tijden in Zaamslag heeft gestaan, vanuit Vlissingen worden gezien.

## Monumenten
- Lijst van rijksmonumenten in Zaamslag
- Lijst van gemeentelijke monumenten in Zaamslag

## Geboren in Zaamslag
- Jona Willem te Water (1740-1822), hoogleraar aan de Leidse Universiteit
- Krijn Willemsen (1850-?), schrijver
- H. A. Mulder (1906-1949), schrijver
- Pieter Carel Wijnmalen (1777-1833), burgemeester
- Jan Kuipers (1953), schrijver
- George van Renesse (1909-1994), pianist
- Leendert Meeuwis van Dis (1904-1973), schrijver
- Jan Tollenaar (1912-?), NSB-burgemeester

## Nabijgelegen kernen
Axel, Terneuzen, Terhole, Boschkapelle